# Thomas Martinot-Lagarde
Thomas Martinot-Lagarde (ur. 7 lutego 1988) – francuski lekkoatleta specjalizujący się w biegach przez płotki.
Brązowy medalista olimpijskiego festiwalu młodzieży Europy z 2005. W 2013 sięgnął po srebro igrzysk śródziemnomorskich w Mersin. Siódmy zawodnik mistrzostw świata w Moskwie. Złoty medalista mistrzostw Francji.
Jego młodszy brat, Pascal także jest płotkarzem.

## Osiągnięcia
| Rok  | Impreza                              | Miejsce            | Konkurencja                     | Lokata     | Wynik |
| ---- | ------------------------------------ | ------------------ | ------------------------------- | ---------- | ----- |
| 2005 | Olimpijski festiwal młodzieży Europy | Lignano Sabbiadoro | bieg na 110 metrów przez płotki | 3. miejsce | 13,96 |
| 2009 | Młodzieżowe mistrzostwa Europy       | Kowno              | bieg na 110 metrów przez płotki | eliminacje | 13,82 |
| 2013 | Igrzyska śródziemnomorskie           | Mersin             | bieg na 110 metrów przez płotki | 2. miejsce | 13,48 |
| 2013 | Mistrzostwa świata                   | Moskwa             | bieg na 110 metrów przez płotki | 7. miejsce | 13,42 |
| 2014 | Mistrzostwa Europy                   | Zurych             | bieg na 110 metrów przez płotki | półfinał   | 13,50 |

## Rekordy życiowe
- Bieg na 110 metrów przez płotki – 13,26 (2013)
- Bieg na 60 metrów przez płotki (hala) – 7,69 (2014)